# جون جيمس ديفيس
جون جيمس ديفيس هو محامي وسياسي أمريكي، ولد في 5 مايو 1835 في كلاركسبورغ في الولايات المتحدة، وتوفي بنفس المكان في 19 مارس 1916. نشط حزبياً في الحزب الديمقراطي. وقد انتخب عضو مجلس النواب الأمريكي ‏.